# برونو سالتور
برونو سالتور غراو (تلفظ بالإسبانية: ‎/ˈbɾuno salˈtoɾ ɣɾaw/‏؛ مواليد 1 أكتوبر 1980) ويعرف اختصارًا بـ برونو، هو لاعب كرة قدم إسباني محترف سابق يشتغل حاليًا منصب المدرب المؤقت لنادي تشيلسي.

## وصلات خارجية
- برونو سالتور غراو على موقع قاعدة بيانات كرة القدم.إي يو (الإنجليزية)
- برونو سالتور غراو على موقع Soccerbase.com (لاعب) (الإنجليزية)
- برونو سالتور غراو على موقع Soccerway.com (الإنجليزية)
- برونو سالتور غراو على موقع عالم كرة القدم.نت (الإنجليزية)